# مانوئل آلمونیا
مانوئل آلمونیا ریورو (زاده ۱۹ می ۱۹۷۷) بازیکن فوتبال اسپانیایی است که در پست دروازه‌بان بازی می‌کرد.

## بازی‌های باشگاهی

### آرسنال
منوئل آلمونیا در سال ۲۰۰۴ به جمع توپچی‌های لندنی پیوست.
او از تیم‌های بسیار سطح پایین اسپانیا به انگلستان امده بود و به نظر نمی‌رسد قرار باشد جای دیوید سیمن را بگیرد.
در ان دوران المونیا به نیمکت‌نشین ثابت ینس لمن تبدیل شد.
گفته میشد زمانی این بازیکن مزاحمت‌های برای ینس لمن ایجاد کرده بود که در روز مسابقه نتواند خوب به میدان برود. از جمله اذیت کردن ینس لمن در هتل و زیاد کردن صدای تلویزیون.
بعد از لمن توانست فقط و فقط یک فصل را بدرخشد، اوج درخشش آلمونیا شب بازی برابر بارسلونا بود که در امارات یک تنه بیش از ۵ گل ۱۰۰% را گرفت. آرسنال آن بازی را ۲-۲ کرد و آلمونیا در اسپانیا هرگز نتوانست بدرخشد.
آلمونیا در میانه‌های فصل 10/11 جای خود را به شتزنی داد و در تابستان ۲۰۱۱ هیچ تیمی برای خرید وی پا پیش نگذاشت !

### وست هام یونایتد
در تاریخ ۳۰ سپتامبر ۲۰۱۱، آلمونیا در یک قرداد اورژانسی و به صورت قرضی به مدت ۳ ماه عازم تیم وست هام یونایتد شد که جایگزین رابرت گرین مصدوم شود. آلمونیا در بازی مقابل کیریستال پالاس که ۲-۲ مساوی شد به میدان رفت و در اکتبر ۲۰۱۱ پس از بازگست رابرت گرین٬ آلمونیا به آرسنال برگشت.